# Micheline Francey
Micheline Francey (19 de octubre de 1919 - 1 de enero de 1969) fue una actriz teatral, cinematográfica y televisiva de nacionalidad francesa. 

## Biografía
Su verdadero nombre era Micheline Henriette Françoise Gay-Bellile, y nació en París, Francia.
En las décadas de 1950 y 1960, fue presentadora de la programación radiofónica matinal de Europe 1 en compañía de Maurice Biraud. En televisión fue la señora Maigret trabajando junto a Jean Richard, y en el cine fue reconocida por su papel en la película Le Corbeau.
Micheline Francey falleció en París en 1969. Fue enterrada en el Cementerio des Batignolles, en París.

## Filmografía

### Cine
- 1937 : Le Chanteur de minuit, de Léo Joannon
- 1937 : Trois artilleurs au pensionnat, de René Pujol
- 1937 : Vous n'avez rien à déclarer ?, de Léo Joannon
- 1938 : Le Joueur d'échecs, de Jean Dréville
- 1938 : La Présidente, de Fernand Rivers
- 1938 : Les Gens du voyage, de Jacques Feyder
- 1939 : La Charrette fantôme, de Julien Duvivier
- 1942 : Monsieur La Souris, de Georges Lacombe
- 1943 : La Grande Marnière, de Jean de Marguenat
- 1943 : Fou d'amour, de Paul Mesnier
- 1943 : Le Corbeau, de Henri-Georges Clouzot
- 1945 : François Villon, de André Zwobada
- 1945 : A Cage of Nightingales, de Jean Dréville
- 1946 : L'Aventure de Cabassou, de Gilles Grangier
- 1946 : Destins, de Richard Pottier
- 1947 : La Colère des dieux, de Karel Lamač
- 1947 : Le Village de la colère, de Raoul André
- 1947 : Vertiges, de Richard Pottier
- 1947 : Danger de mort, de Gilles Grangier
- 1948 : La Dame d'onze heures, de Jean-Devaivre
- 1948 : La Femme que j'ai assassinée, de Jacques Daniel-Norman
- 1949 : La Ronde des heures, de Alexandre Ryder
- 1949 : Piège à hommes, de Jean Loubignac
- 1949 : Marlène, de Pierre de Hérain
- 1950 : Quai de Grenelle, de Emil-Edwin Reinert
- 1950 : Envoi de fleurs, de Jean Stelli
- 1952 : Violetas imperiales, de Richard Pottier
- 1952 : La Fête à Henriette, de Julien Duvivier
- 1953 : Vestire gli ignudi, de Marcello Pagliero
- 1953 : Le Petit Jacques, de Robert Bibal
- 1953 : Mandat d'amener, de Pierre Louis
- 1954 : Raspoutine, de Georges Combret
- 1955 : Passion de femmes, de Hans Herwig
- 1955 : Boulevard du Crime, de René Gaveau
- 1959 : Bal de nuit, de Maurice Cloche
- 1962 : La Gamberge, de Norbert Carbonnaux

### Televisión
- 1965 : Les Saintes chéries : Narradora de varios episodios
- 1967 : Au théâtre ce soir : Mon bébé, de Maurice Hennequin a partir de Baby Mine, de Margaret Mayo; escenografía de Jacques-Henri Duval, dirección de Pierre Sabbagh, Teatro Marigny
- 1968 : Les Enquêtes du commissaire Maigret, de Jean-Pierre Decourt, episodio Signé Picpus

## Teatro
- 1941 : Le Mariage en trois leçons, de Julien Luchaire, escenografía de Jacques Grétillat, Teatro des Ambassadeurs
- 1948 : Le mari ne compte pas, de Roger-Ferdinand, Théâtre des Bouffes-Parisiens
- 1950 : Jeff de Raoul Praxy, escenografía de Christian-Gérard, Teatro del Ambigu-Comique
- 1956 : Le mari ne compte pas, de Roger-Ferdinand, escenografía de Jacques Morel, Teatro Édouard VII
- 1958 : Tessa, la nymphe au cœur fidèle, de Jean Giraudoux, a partir de Basil Dean y Margaret Kennedy, escenografía de Jean-Pierre Grenier, Teatro Marigny
- 1958 : L'Étonnant Pennypacker, de Liam O'Brien, adaptación de Roger Ferdinand, escenografía de Jean-Pierre Grenier, Teatro Marigny